# Carestia in Corea del Nord
La carestia nordcoreana (in coreano: 조선기근) colpì il paese dal 1994 al 1998 nell'insieme della crisi economica nota come la Marcia ardua o la Marcia della sofferenza (고난의 행군).
La carestia venne provocata da vari fattori, tra cui la perdita del supporto sovietico dopo lo scioglimento dell'URSS che portò ad un crollo della produzione di cibo e di importazioni. La crisi venne esacerbata da alluvioni e siccità, ed il governo nordcoreano con il suo sistema di pianificazione economica si dimostrò troppo inflessibile per arginare concretamente il disastro. Le stime delle vittime sono molto variabili: su una popolazione di circa 22 milioni di abitanti, un numero di nordcoreani compreso tra i 240 000 e i 600 000 muore a causa di inedia o di malattie legate alla malnutrizione, con un picco di decessi nel 1997. Un censimento del 2011 fatto dal Ufficio del censimento degli Stati Uniti stima il numero per eccesso di morti tra il 1993 ed il 2000 dai 500 000 a 600 000 civili.

## La marcia ardua
Il titolo di "Marcia ardua", o "La marcia della sofferenza", divenne una metafora della carestia in base alla campagna di propaganda dello Stato. Il Rodong Sinmun invitava i cittadini nordcoreani ad invocare la memoria di una fiaba apocrifa del periodo in cui Kim Il-sung era un comandante di un piccolo gruppo di guerriglia anti-giapponese. La storia, ricordata come la Marcia ardua, veniva descritta come "una lotta contro migliaia di nemici a venti gradi sotto lo zero, affrontando una forte bufera di neve e l'inedia, con la bandiera rossa che sventolava davanti alle file."
Come parte della campagna di Stato, l'uso di parole come 'carestia' e 'fame' venne bandito poiché esse esprimevano il fallimento del governo. I cittadini che sostenevano che le morti venivano provocate dalla carestia, rischiavano di trovarsi in seri problemi con le autorità.

## Contesto
La grande carestia nordcoreana costituì un evento centrale della storia del Paese, forzando il regime e il suo popolo a cambiare in maniera drastica e inaspettata.
Soltanto il 20% circa del terreno montuoso della Corea del Nord è coltivabile e molti campi sono liberi dal ghiaccio solo per sei mesi, permettendo solamente un raccolto all'anno. Il paese non è mai stato autosufficiente per quanto riguarda il cibo e molti esperti considerano questa situazione irrealistica.
Verso la fine degli anni ottanta, l'Unione Sovietica si stava avviando verso un importante periodo di riforme politiche ed economiche avviate da Michail Gorbačëv, e iniziò a richiedere alla Corea del Nord i pagamenti per tutti gli aiuti, una somma che il governo di Pyongyang non poteva restituire. Il 26 dicembre, l'Unione Sovietica venne dissolta, interrompendo così ogni commercio e sostegno, come ad esempio il petrolio meno caro. Senza il supporto sovietico, il flusso delle importazioni nel settore agricolo nordcoreano si fermò ed il governo si dimostrò troppo inflessibile nel cercare di affrontare la situazione, mentre nel 1991 le importazioni di energia caddero del 75%. L'economia cadde in una spirale che portò ad un crollo sia delle importazioni sia delle esportazioni: le miniere di carbone allagate necessitavano di energia elettrica per pompare fuori l'acqua, e la penuria di carbone peggiorava ancora di più la mancanza di elettricità, l'agricoltura faceva affidamento su sistemi di irrigazione alimentati a energia elettrica e fertilizzanti sintetici e pesticidi, e fu un grave colpo che portò il Paese verso il collasso economico.
La maggior parte dei Nordcoreani aveva vissuto la fame ben prima della metà degli anni novanta. Il Paese venne una volta sfamato da un sistema economico pianificato che aveva portato ad una sovrapproduzione di cibo, raggiunto molto tempo fa il limite della capacità produttiva e che non poteva rispondere efficacemente agli shock economici esogeni.
Le compagnie commerciali statali della Corea del Nord emersero come dei mezzi alternativi per condurre delle relazioni economiche con altri Paesi. Negli ultimi vent'anni, queste aziende di Stato sono diventate delle importanti fonti di finanziamento del regime, con una percentuale di tutti i ricavi destinati "direttamente ai conti personali di Kim Jong-il ... [che erano stati] usati per assicurare e mantenere la fedeltà della leadership superiore."

Ben presto il Paese istigò delle misure di austerità, incentivando la campagna "mangiate due pasti al giorno", ma queste misure si dimostrarono inadeguate nel fermare il declino economico. Il professor Hazel Smith dell'Università di Cranfield sostiene nel suo libro "Hungry for Peace" che :
Senza l'aiuto da questi paesi, la Corea del Nord non fu più in grado di rispondere in maniera adeguata all'imminente carestia. Per un po' di tempo, la Cina riempì il vuoto lasciato dal crollo dell'URSS e garantì allo Stato nordcoreano rifornimenti di cibo e sostegni economici. Nel 1993, la Cina forniva alla Corea del Nord con il 77% delle importazioni di carburante ed il 68% delle importazioni di cibo, rendendo così il paese dipendente dalla potenza asiatica. Nello stesso anno la Cina si ritrovò con il proprio deficit di grano e necessitò di valuta forte, tagliando così gli aiuti alla Corea del Nord.
Nel 1997, So Kwan-hui, il ministro nordcoreano dell'agricoltura, venne accusato di spionaggio per conto degli Stati Uniti e di sabotaggio dell'agricoltura nazionale per portare il Paese verso la carestia. Di conseguenza, venne condannato a morte per fucilazione dal governo nordcoreano.

## Cause

### Alluvioni e siccità
Il declino economico e le politiche fallimentari favorirono il contesto per la carestia, ma le alluvioni nella metà degli anni novanta risultarono una causa immediata e quelle di luglio e agosto del 1995 furono di "proporzioni bibliche" secondo degli osservatori indipendenti. Si stima che le alluvioni colpirono circa il 30% del territorio nordcoreano.
Nel 1995 furono distrutti ettari di terre coltivabili, raccolti, riserve di grano ed infrastrutture economiche e sociali. L'Ufficio delle Nazioni Unite per gli affari umanitari riportò che "tra il 30 luglio e il 18 agosto 1995, le piogge torrenziali hanno causato devastanti alluvioni nella Repubblica Popolare Democratica di Corea. In un'area della contea di Pyongsan nello Hwanghae Settentrionale, sono stati registrati 877 mm di pioggia caduti in sette ore, un'intensità di precipitazioni mai vista in quest'area.[...] Il flusso d'acqua nel fiume Amnoc, che percorre il confine con la Cina, era stimato a 4,8 miliardi di tonnellate in periodo di 72 ore. Un'alluvione di questa grandezza non è mai stata registrata in più di 70 anni."
I problemi maggiori causati dalle alluvioni non erano soltanto la distruzione delle terre arabili e dei raccolti, ma soprattutto la perdita delle scorte d'emergenza di grano poiché molte di queste venivano conservate nel sottosuolo. Secondo le Nazioni Unite, le alluvioni del 1994 e del 1995 avevano distrutto circa 1,5 milioni di tonnellate di riserve di grano, ed i Centri per la prevenzione e il controllo delle malattie hanno affermato che 1,2 milioni di tonnellate (o il 12%) del grano prodotto è andato perduto con l'alluvione del 1995. Ci furono altre alluvioni maggiori nel 1996 ed una siccità nel 1997.
La Corea del Nord perse l'85% della sua capacità elettrica a causa dei danni provocati dalle alluvioni alle infrastrutture come gli impianti idroelettrici, miniere di carbone e strumenti di distribuzione e trasporto. Gli ufficiali dell'ONU riportarono che la mancanza di elettricità tra il 1995 e il 1997 non era stata causata da una carenza di petrolio, poiché soltanto due delle ventiquattro centrali energetiche generavano energia con esso. Circa il 70% dell'elettricità generata in Corea del Nord proveniva infatti dalle centrali idroelettriche e le siccità del 1996 e del 1997 (e la rottura di una delle grandi turbine dello Yalu) provocarono ulteriori cali di corrente in tutto il paese, riducendo il trasporto su rotaia, che in seguito portarono alle carenze di carbone per le centrali termoelettriche responsabili della produzione del 20% del fabbisogno energetico del paese.
Uno studio del 2008, tuttavia, non evidenziò alcuna variazione nella nutrizione dei bambini nelle contee interessate da inondazioni e in quelle non alluvionate.

### Fallimento del sistema pubblico di distribuzione
La vulnerabilità della Corea del Nord alle alluvioni e alla carestia venne esacerbata dal fallimento del sistema pubblico di distribuzione. Il regime infatti rifiutò di perseguire politiche che avrebbero permesso l'importazione e la distribuzione indiscriminata di cibo in tutte le regioni del Paese. Il cibo venne distribuito alle persone in base ai loro ideali politici e al loro grado di fedeltà nei confronti dello Stato secondo un sistema stabilito dai Decreti del gabinetto 96 e 102 nel novembre del 1957 e riassunto nella seguente tabella (bisogna ricordare che il Programma alimentare mondiale considera una porzione di 600 grammi di cereale al giorno inferiore alla razione di sopravvivenza):
| Categoria                       | Totale allocato   |
| ------------------------------- | ----------------- |
| Operai industriali privilegiati | 900 grammi/giorno |
| Operai ordinari                 | 700 grammi/giorno |
| Pensionati                      | 300 grammi/giorno |
| Bambini tra i 2 e i 4 anni      | 200 grammi/giorno |

Tuttavia, l'estensione del periodo di carenze di cibo mise un freno al sistema e diffuse l'ammontare delle allocazioni disponibili di cibo in modo rado tra i gruppi, colpendo il 63% della popolazione che era completamente dipendente dalla distribuzione pubblica. Il sistema nutriva nel 1997 soltanto il 6% della popolazione.
| Anno | Cambiamenti                                      |
| ---- | ------------------------------------------------ |
| 1987 | Ridotto del 10%                                  |
| 1992 | Ridotto ancora del 10%                           |
| 1994 | La razione di 470 grammi al giorno ridotta a 420 |
| 1997 | Razione di 128 grammi al giorno                  |

Il totale annuale di cibo che un contadino poteva ottenere si ridusse dai 167 ai 107 kg.

### Cause a lungo termine
La carestia è stata anche un risultato del culmine di una lunga serie di decisioni mediocri del governo che si sono accumulate nei decenni. Il tentativo di seguire un modello di economia chiusa portò il regime ad abbandonare la possibilità di entrare nei mercati internazionali ed importare il cibo invece di restringere la domanda, inoltre i tentativi di aumentare le esportazioni e guadagnare valuta estera nella zona economica speciale di Rason furono fallimentari. Il governo nordcoreano perse anche l'opportunità per un'opzione a breve termine di prendere prestiti dall'estero e finanziare le importazioni di cibo dopo essersi dimostrato inadempiente con i prestiti stranieri negli anni settanta.

## Sistema sanitario
Le forniture mediche inadeguate, la contaminazione dell'acqua e dell'ambiente, frequenti cali di corrente e una preparazione non aggiornata portarono ad una crisi del sistema sanitario nordcoreano che si sommò alla devastazione. Secondo una delegazione UNICEF del 1997, gli ospedali erano puliti ma i reparti erano privi anche delle strumentazioni più semplici come sfigmomanometri, termometri, bilance, bacinelle reniformi, spatole, flebo e altro. Molti pazienti erano trattati con flebo casalinghe fatte con bottiglie di birra e palesemente non sterili. Non vi erano le soluzioni per la reidratazione orale e nemmeno i farmaci basilari come analgesici e antibiotici.

## Malnutrizione diffusa
Con la vasta distruzione dei raccolti e delle riserve di cibo, la maggior parte della popolazione cadde nella disperazione, incluse le aree che erano ben specializzate nella produzione di cibo. Nel 1996 è stato riportato che i cittadini nelle "cosiddette zone migliori del paese, erano così affamate che mangiavano le pannocchie di granturco prima che il raccolto si fosse sviluppato completamente." Ciò ridusse le aspettative di produzione di un già devastato raccolto del 50%.
Tutto il popolo era affetto dalla crisi, senza distinzioni di genere, affiliazione o classe sociale. La malnutrizione dei bambini, come indicato dai gravi casi di individui sottopeso, era al 3% nel 1987, 14% nel 1997 e 7% nel 2002.
| Anno                                  | 1989 | 1990 | 1991 | 1992 | 1993 | 1994 | 1995 | 1996 | 1997 |
| ------------------------------------- | ---- | ---- | ---- | ---- | ---- | ---- | ---- | ---- | ---- |
| Riso lavorato (milioni di tonnellate) | 3,24 | 3,36 | 3,07 | 3,34 | 3,56 | 2,18 | 1,40 | 0,98 | 1,10 |
| Mais raccolto (milioni di tonnellate) | 4,34 | 3,90 | 4,20 | 3,72 | 3,94 | 3,55 | 1,37 | 0,83 | 1,01 |

### Esercito
Il Songun è la politica militarista della Corea del Nord che dà la priorità all'Armata del popolo coreano negli affari di Stato e alloca le risorse nazionale in base al principio del "Prima l'esercito". Anche se alle forze armate veniva data la priorità per la distribuzione di cibo, ciò non garantiva che avrebbero ricevevano tutte delle razioni generose.
L'esercito avrebbe dovuto trovare dei modi per far aumentare il cibo per nutrirsi e sviluppare industrie che gli avrebbero permesso di comprare alimenti e forniture dall'estero. Le razioni ricevute dal personale militare erano molto basilari e "i soldati ordinari dell'esercito con milioni di truppe spesso rimanevano affamati, come le loro famiglie che non ricevevano un trattamento preferenziale semplicemente per il fatto che un figlio o una figlia stava servendo nelle forze armate."

### Donne
Le donne soffrirono molto a causa della forte distinzione di genere all'interno della società nordcoreana, che le relegava il ruolo di raccolta di cibo, acqua e carburante per le loro famiglie, spesso allargate. Simultaneamente, le donne avevano la più alta percentuale nella forza lavoro rispetto agli altri paesi del mondo, calcolata all'89%. Perciò, le donne dovettero per forza rimanere a lavorare ed ottenere beni per le loro famiglie.
Le donne in gravidanza e in allattamento ebbero grande difficoltà a rimanere in buona salute ed i tassi di mortalità materna aumentarono a circa 41 su 1000, mentre altre complicazioni come anemie, emorragie e parti prematuri divennero molto comuni a causa della diffusa avitaminosi. È stato stimato che il numero di nascite era diminuito di circa 0,3 bambini per donna durante quel periodo.

### Bambini
I bambini, soprattutto quelli con un'età inferiore ai due anni, sono stati i più vulnerabili sia alla carestia che alla povertà. L'Organizzazione mondiale della sanità riportò i tassi di mortalità per i bambini a 93 su 1000, mentre quelli dei neonati furono a 23 su 1000. Le madri denutrite avevano difficoltà ad allattare al seno e non erano disponibili altre alternative adeguate, infatti il latte artificiale non veniva prodotto ancora a livello locale e vennero importate soltanto delle piccole quantità.
La carestia portò ad una popolazione di bambini nomadi e senzatetto noti come kotjebi.

## Numero stimato di decessi
Il numero esatto di vittime durante la fase acuta della crisi, dal 1994 al 1998, probabilmente non potrà mai essere determinato con esattezza, dato che il governo ha rifiutato di rilasciare qualsiasi informazione dettagliata al mondo esterno. Alcune analisi indipendenti stimano che tra 800.000 e 1,5 milioni di persone sono morte per inedia o altre malattie causate dalla mancanza di cibo.
Tuttavia, il governo nordcoreano stima il numero di decessi tra il 1995 ed il 1998 in un intervallo compreso tra i 220.000 ed i 4 milioni di morti.
Nel 1998, i membri dello staff del Congresso degli Stati Uniti che visitarono il paese riferirono che "Ci sono stati dai 300 000 a 800 000 decessi all'anno, con un picco nel 1997. Questo renderebbe il numero totale di morti per la carestia della Corea del Nord compreso tra i 900 000 e 2,4 milioni dal 1995 al 1998." Stime più alte vanno da 2 a 3 milioni. I funzionari nordcoreani hanno tuttavia ridotto le cifre ad un minimo di 250 mila all'interno delle discussioni riservate ma gli estremi dell'intervallo dei valori vengono considerati imprecisi.
Un sondaggio del Ministero della pubblica sicurezza della Corea del Nord riporta che dal 1995 al marzo 1998 morirono tra le 2,5 milioni ed i 3 milioni di persone, anche se il numero potrebbe essere stato gonfiato per garantire ulteriori aiuti alimentari. Le stime più sofisticate utilizzate per misurare le morti in eccesso basate su dati diversi forniti da varie fonti portano ad un numero totale che va da 600 000 a 1 milione, o dal 3% al 5% della popolazione precedente alla crisi.
Le conseguenze della carestia sono visibili ancora oggi, soprattutto nel collasso del sistema pubblico di distribuzione e di razionamento del cibo e in altre istituzioni economiche, come la crescente autosufficienza dei cittadini nordcoreani.
Secondo le recenti ricerche condotte dall'Ufficio del censimento statunitense nel 2011, l'intervallo ideale delle morti in eccesso tra il 1993 ed il 2000 era compreso tra i 500 000 ed i 600 000, per un totale di morti in eccesso tra i 600 000 e 1 000 000 dall'anno 1993 al 2008.

## Mercati neri
Allo stesso tempo, gli anni di carestia furono anche caratterizzati da una drammatica rinascita del mercato nero e dell'economia secondaria nota in Corea del Nord come Jangmadang. Il contrabbando attraverso il confine aumentò in maniera esponenziale e più di 250 000 nordcoreani disertori si trasferirono in Cina. Amartya Sen aveva menzionato il malgoverno come la causa dei problemi strutturali ed economici che contribuirono alla carestia, e pare che la stessa abbia portato anche alla diffusione della corruzione all'interno del governo.
Quando il carburante iniziò a scarseggiare mentre aumentava la richiesta di logistica, nacquero le cosiddette servi-cha (Chosŏn'gŭl: 써비 차; "auto di servizio"), in cui un imprenditore forniva dei servizi di trasporto a imprese, istituzioni e individui che non avevano accesso ad altri veicoli, mentre l'auto rimaneva formalmente di proprietà di un'impresa o unità legittima che forniva anche i permessi di trasporto. La popolazione della Corea del Nord iniziava ad essere più indipendente dal governo e meno fiduciosi della famiglia Kim.
Con la disperazione derivante dalla carestia e dai commerci informali, i Nordcoreani svilupparono il loro mercato nero e riuscirono ad adattarsi e a sopravvivere. Andrej Lan'kov ha descritto questo processo come la "morte naturale dello stalinismo nordcoreano".
Lo stipendio ufficiale medio nel 2011 era equivalente ai 2$ al mese, mentre il reddito mensile effettivo era intorno ai 15$ poiché la maggior parte dei Nordcoreani guadagnava denaro tramite delle piccole attività illegali: commercio, agricoltura di sussistenza e artigianato. L'economia illegale era in mano alle donne poiché gli uomini dovevano frequentare i loro posti di lavoro ufficiale anche se la maggior parte delle fabbriche non erano funzionanti.

## Risposta internazionale
L'assistenza iniziale alla Corea del Nord incominciò presto nel 1990, con un supporto su bassa scala da parte di gruppi religiosi in Corea del Sud e dall'UNICEF. Nell'agosto del 1995, la Corea del Nord fece una richiesta ufficiale di aiuto umanitario accolta in seguito dalla comunità internazionale:
| Donatore      | 1995 | 1996 | 1997 | 1998 | 1999  | 2000  | 2001  | 2002  | 2003 | 2004 | 2005  | 2006 | 2007 | 2008  | 2009 | 2010  | 2011 | Totale |
| ------------- | ---- | ---- | ---- | ---- | ----- | ----- | ----- | ----- | ---- | ---- | ----- | ---- | ---- | ----- | ---- | ----- | ---- | ------ |
| Corea del Sud | 150  | 3    | 60   | 48   | 12    | 352   | 198   | 458   | 542  | 407  | 493   | 80   | 431  | 59    | 23   | 3 314 |      |        |
| Cina          | 100  | 150  | 151  | 201  | 280   | 420   | 330   | 212   | 132  | 451  | 207   | 264  | 116  | 3 015 |      |       |      |        |
| USA           | 22   | 193  | 231  | 589  | 351   | 319   | 222   | 47    | 105  | 28   | 171   | 121  | 1    | 2 400 |      |       |      |        |
| Altri         | 394  | 380  | 501  | 361  | 198   | 248   | 571   | 168   | 143  | 201  | 125   | 20   | 26   | 145   | 61   | 71    | 47   | 3 661  |
| Totale        | 544  | 505  | 904  | 791  | 1 000 | 1 231 | 1 508 | 1 178 | 944  | 845  | 1,097 | 307  | 721  | 375   | 298  | 95    | 47   | 12 390 |

A partire dal 1996, anche gli Stati Uniti incominciarono a spedire aiuti alimentari alla Corea del Nord tramite il Programma alimentare mondiale delle Nazioni Unite per cercare di combattere la carestia. Le spedizioni hanno raggiunto il picco nel 1999 di quasi 600 000 tonnellate, rendendo gli Stati Uniti il maggior donatore di cibo tra gli altri paesi. Sotto la presidenza di George W. Bush, gli aiuti sono stati drasticamente tagliati anno dopo anno da 320 000 tonnellate nel 2001 a 28 000 tonnellate nel 2005. L'amministrazione Bush venne criticata per aver usato il cibo "come un'arma" durante i colloqui sul programma nucleare della Corea del nord, ma l'agenzia statunitense per lo sviluppo internazionale (USAID) ha insistito affermando che i criteri adottati erano gli stessi per tutti i paesi e la situazione in Corea del Nord era "migliorata significativamente sin dal suo collasso a metà degli anni novanta".
La Corea del Sud (prima del governo di Lee Myung-bak) e la Cina sono rimasti i principali donatori di alimentari alla Corea del Nord, mentre il governo statunitense si è opposto agli aiuti a causa del rifiuto del governo nordcoreano di consentire ai rappresentanti dei paesi donatori di sorvegliare il processo di distribuzione dei loro aiuti all'interno della Corea del Nord, in modo da garantire che gli aiuti non vengano sequestrati e venduti da élite del governo o dirottati per sfamare i grandi reparti dell'esercito nordcoreano. Nel 2005, la Corea del Sud e la Cina fornirono insieme quasi 1 milione di tonnellate di aiuti alimentari, ciascuno dei quali contribuita per metà ciascuna.
Gli aiuti umanitari provenienti dai paesi limitrofi della Corea del Nord è stato spesso interrotto per indurre il Paese a riprendere i colloqui boicottati. Ad esempio, la Corea del Sud decise nel 2006 di "posticipare" le 500 000 tonnellate di riso destinate al Nord, ma l'idea del fornire il cibo come un chiaro incentivo rispetto al riprendere "gli aiuti umanitari generali" è stata in seguito scartata. Altre interruzioni furono causate dai diffusi saccheggi dei vagoni ferroviari utilizzati dalla Cina continentale per fornire gli aiuti alimentari alla Corea del Nord.

## Sviluppi post-carestia
La Corea del Nord non ha ancora raggiunto l'autosufficienza alimentare e si affida agli aiuti esterni provenienti dalla Corea del Sud, Cina, Stati Uniti, Giappone ed Unione europea. Nel 2002, il governo di Pyongyang chiese che gli aiuti alimentari non venissero più consegnati.
A metà degli anni 2000, il Programma alimentare mondiale riferì che le condizioni in cui vessava il Paese avrebbero portato ad un imminente ritorno di una carestia in Corea del Nord e venne riportato che il governo locale aveva mobilitato milioni di abitanti delle città per aiutare i coltivatori di riso nelle campagne. Tuttavia, nel 2012 il Programma alimentare mondiale affermò che la Corea del Nord avrebbe ricevuto aiuti alimentari il più presto possibile. Il cibo doveva però essere prima trattato da un funzionario e in seguito distribuito direttamente ai cittadini nordcoreani.
La produzione agricola aumentò dai 2,7 milioni di tonnellate nel 1997 a 4,2 milioni nel 2004. Le carenze di cibo continuarono ad essere nel 2008 ancora un problema per la Corea del Nord, sebbene fossero minori rispetto a quelle della seconda metà degli anni novanta, ma un'alluvione nel 2007 ed una riduzione degli aiuti alimentari esacerbarono il problema.
Nel 2011, durante una visita in Corea del Nord, l'ex presidente degli Stati Uniti Jimmy Carter ha riportato che un terzo dei bambini nordcoreani era malnutrito e con problemi di crescita a causa della mancanza di cibo. Ha anche affermato che il governo nordcoreano aveva ridotto l'assunzione giornaliera di cibo da 1 400 a 700 kcal nel 2011. Alcuni studiosi ritengono che la Corea del Nord abbia intenzionalmente aggravato la penuria di cibo, mirando a ricevere ulteriori scorte di cibo tramite gli aiuti stranieri per la sua programmata celebrazione di massa del 100º compleanno di Kim Il-sung nel 2012.
I disertori nordcoreani hanno riferito nel settembre del 2010 che nel paese era ritornata la fame e l'inedia. I bambini nordcoreani in età pre-scolare vengono riportati in media più bassi di 3–4 cm rispetto ai giovani sudcoreani, una differenza che alcuni ricercatori attribuiscono alle condizioni di carestia e malnutrizione. Circa il 45% dei bambini nordcoreani con un'età inferiore ai 5 anni è rachitico a causa della malnutrizione e persiste ancora una popolazione di kotjebi. Molte persone mangiavano la carne soltanto nelle festività pubbliche, ovvero nei compleanni di Kim Il-sung e Kim Jong-il.
Un'inchiesta del Tokyo Shimbun dell'aprile 2012 mostrava come dalla morte di Kim Jong-il nel dicembre 2011, circa 20 000 persone fossero morte di fame nella provincia dello Hwanghae meridionale. Un'altra inchiesta dell'agenzia giapponese Asia Press nel gennaio 2013 affermava che nelle province dello Hwanghae settentrionale e meridionale erano morte di fame oltre 10 000 persone mentre altre agenzie di stampa internazionali hanno iniziato a diffondere anche storie di cannibalismo.
Il Programma alimentare mondiale ha denunciato soltanto la malnutrizione e la carenza di cibo all'interno della Corea del Nord, ma non una carestia. Nel 2016, il Comitato delle Nazioni Unite sui diritti dell'infanzia ha riportato un costante calo del tasso di mortalità infantile dal 2008. Uno studio accademico del 2016 ha rilevato che la situazione era notevolmente migliorata rispetto agli anni novanta e che i livelli di salute e nutrizione della Corea del Nord erano in linea con quelli degli altri paesi in via di sviluppo. Nel 2017, l'analista Andrej Lan'kov aveva affermato che le precedenti previsioni di un possibile ritorno della carestia erano infondate e che i giorni della fame in Corea erano ormai passati.
Un sondaggio del 2017 dimostrò che la carestia aveva alterato la demografia nordcoreana, colpendo in particolare i neonati maschi. Le donne tra i 20 e i 24 anni costituivano il 4% della popolazione mentre gli uomini nella stessa fascia di età formavano soltanto il 2,5%. La malnutrizione cronica o ricorrente era calata dal 28% nel 2012 al 19% nel 2017.